# Illiesoperla mayi
Illiesoperla mayi är en bäcksländeart som först beskrevs av Perkins 1958.  Illiesoperla mayi ingår i släktet Illiesoperla och familjen Gripopterygidae. Inga underarter finns listade i Catalogue of Life.